# Lundsbergs herrgård
Lundsbergs herrgård är en herrgårdsbyggnad i Lundsberg i Storfors kommun, som ligger vid Hållsjön.
Herrgården ägdes omkring 1850 av brukspatron Oskar Svenonius, gift med Vendela Löwenborg.
Herrgården var skolans första elevhem med fem elever.